# Bonnie Parker
Bonnie Elizabeth Parkerová (1. října 1910 Rowena – 23. května 1934 Bienville Parish) byla americká banditka, která se proslavila jako jedna ze zločinecké dvojice Bonnie a Clyde. Jejím partnerem byl Clyde Barrow.

## Život
Narodila se Charlesovi a Emmě Parkerovým v Roweně v Texasu jako druhé ze tří dětí. Její otec byl zedník. Zemřel, když byly Bonnie čtyři roky. Její matka se potom s dětmi přestěhovala do Cement City (nyní část Dallasu). Bonnie měla talent pro psaní poezie a na škole vyhrála literární soutěž. Ve svých necelých šestnácti letech se provdala za Roye Thortona. Roy však trávil mnoho času mimo domov a manželství nebylo šťastné. Rozešli se, ale nikdy nerozvedli. Bonnie měla ještě v době smrti snubní prsten. Zatímco byl Roy pryč, pracovala jako servírka, ale kvůli událostem roku 1929 o práci přišla a byla nezaměstnaná.
Roku 1930 poznala Clyda Barrowa, který byl za loupež odsouzen do vězení. Po dvou letech byl předčasně propuštěn. Společně a ještě s přítelem z vězení naplánovali první loupež. Ta vsak skončila katastrofálně, když byla Bonnie chycena, ale později ji prohlásili za nevinnou. Po propuštění se přidala ke Clydovi a společně přepadávali benzinové pumpy a banky, vykrádali bankomaty. Loupeže se však neobešly bez vražd. Roku 1933 se k nim přidal i Clydův bratr Buck s manželkou Blanche.
Z domu, kde se gang ukrýval, byl slyšet hluk a jeho obyvatelé si také denně kupovali několik lahví alkoholu, což sousedy přesvědčilo, aby zavolali policii. Po příjezdu policie došlo k přestřelce, při níž zemřeli dva policisté. Gang stačil uprchnout, našly se však jejich fotky a Bonnina báseň. Buck a Blanche byli později zatčeni, Clydův kamarád Ralph utekl a dvojice zůstala sama. Bonnie měla s Clydem autonehodu (způsobenou Clydem), při níž si popálila nohu a následkem toho kulhala. Přesto v lednu 1934 pomohli k útěku několika vězňům. Jeden z nich je však zradil a napojil se na policii, která po Clydovi s Bonnie nepřetržitě pátrala. Policejní jednotka si na gangsterský pár počkala na opuštěné silnici poblíž města Gibsland ve státě Louisiana a hned jak se objevili, vystřílela na jejich auto více než 50 kulek. Bonnie a Clyde byli okamžitě mrtví. Způsob jejich smrti je ale předmětem sporů.
I když se Bonnie na činnosti gangu podílela, je přinejmenším nejisté, zda mohla za některou z dvanácti vražd, které se jim připisují. 
Věnovala se také psaní básní. Jedna z nich dokonce vyjadřuje její přání být pohřbena vedle Clyda. Jiná vysvětluje, jací byli Bonnie a Clyde doopravdy:[zdroj?]
There's lots of untruths to these write-ups;

they're not as ruthless as that.

their nature is raw;

they hate all the law,

the stool pigeons, spotters and rats.

## Filmová Bonnie Parker
Postavu Bonie ztvárnily ve filmech následující herečky:
- Dorothy Provine ve filmu The Bonnie Parker Story (1958),
- Faye Dunaway v Bonnie a Clyde (1967),
- Tracey Needham v Bonnie & Clyde: The True Story (1992),
- Holliday Grainger v Bonnie & Clyde: Based on a true story (2013)
- Emily Brobst v Dálniční hlídce (Highwaymen) (2019)